# Tesná rizňa

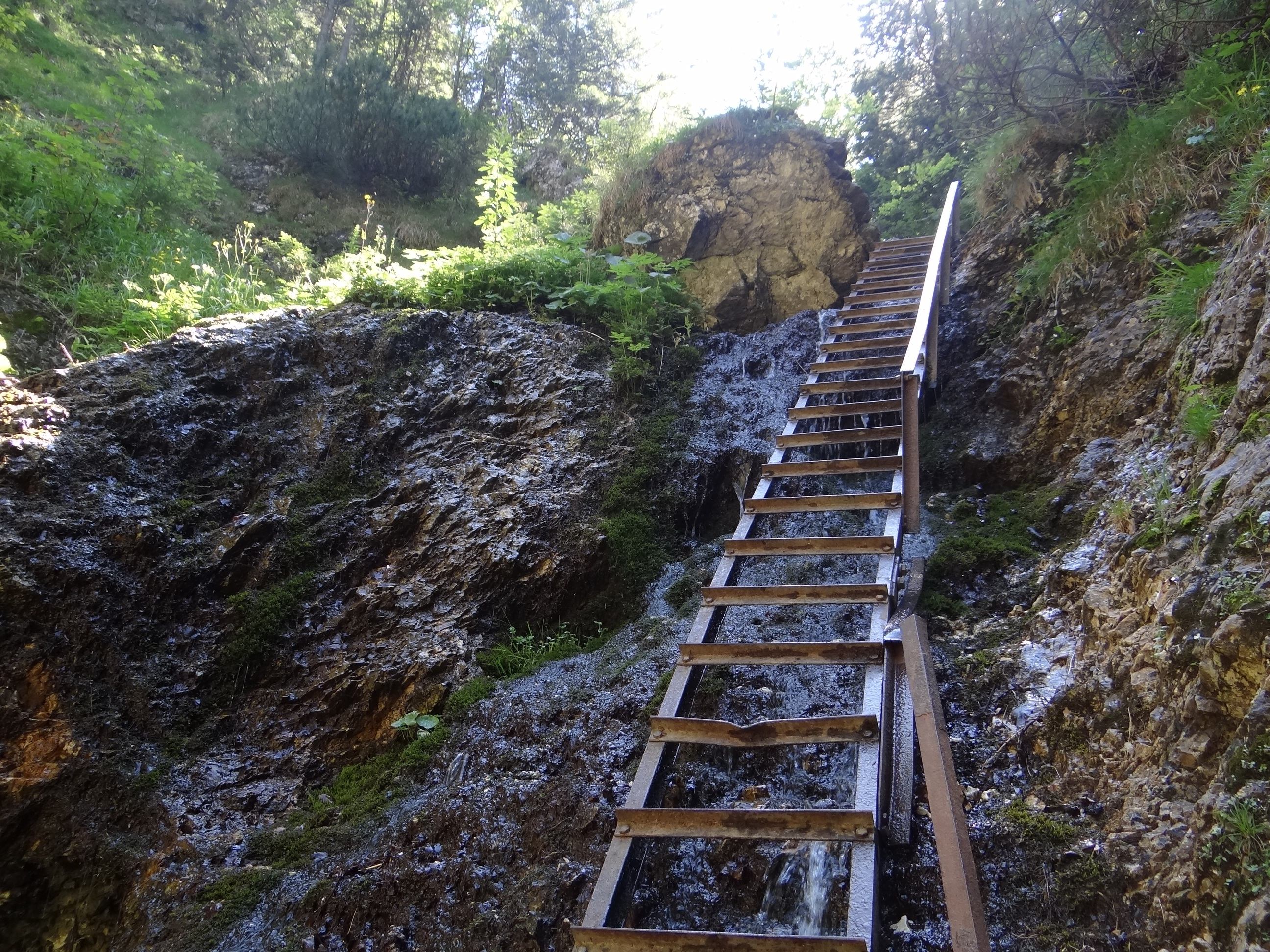
Przejścia drabinkami

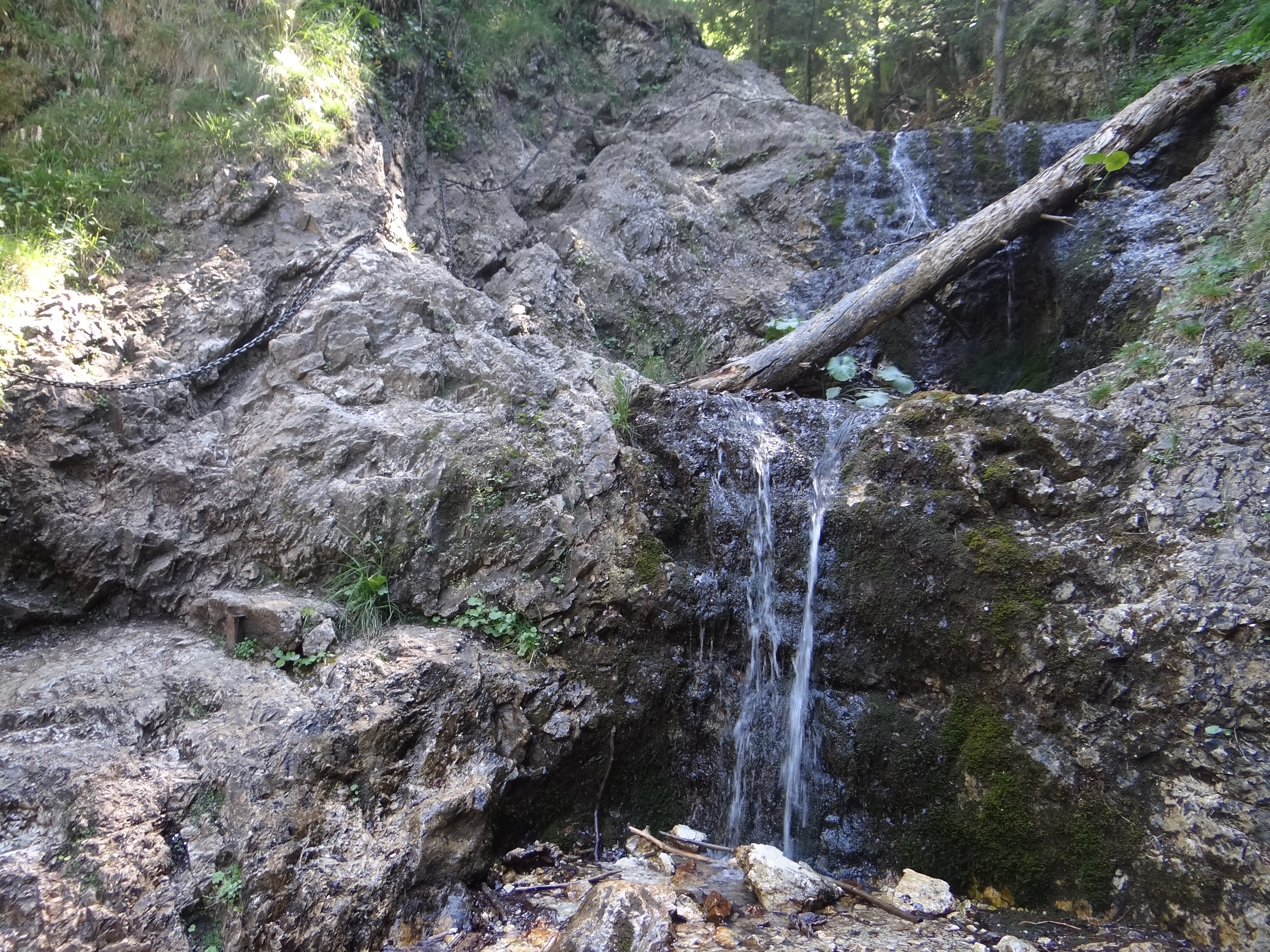
Wodospady

Tesná rizňa – skalny wąwóz w  Krywańskiej części Małej Fatry na Słowacji. Znajduje się na lewym dopływie Dierovego potoku wypływającym spod wzniesienia Tanečnica. Jest to najwyżej położony z systemu czterech wąwozów określanych wspólną nazwą Diery lub Jánošíkove diery. Pozostałe wąwozy tego systemu to:  Horné diery, Dolné diery i Nové diery. W starszych opracowaniach wąwóz  Tesná rizňa nie był wyróżniany, lecz uznawany był za górną część Hornych dier.
Wąwozem  Tesná rizňa prowadzi niebieski szlak turystyczny. Wąwóz ten zaczyna się powyżej skrzyżowania szlaku niebieskiego i zielonego (Pod Tiesnou Rizňou). Początkowo jest to szeroka dolina o obydwu zboczach porośniętych bukowym lasem, na skałach gdzieniegdzie rośnie kosodrzewina. Właściwy wąwóz zaczyna się dopiero wyżej, gdzie miejsce buka zajmują świerki, a na potoku pojawiają się wodospady. Po skalnych ścianach obrośniętych  mchami i wątrobowcami sączą się strużki wody. Na szlaku turystycznym poprowadzonym skałami obok wodospadów znajdują się drabinki, kładki i łańcuchy. Szlak ten wyprowadza na polankę Pod Tanečnicou. 
Cały wąwóz Tesná rizňa znajduje się na terenie Parku Narodowego Mała Fatra, w granicach rezerwatu przyrody Rozsutec.

## Szlaki turystyczne
Biely potok – Ostrvné – Dolné diery – Podžiar – Horné diery –  Pod Palenicou – Pod Rizňou –  Tesná rizňa – Pod Tanečnicou  – Medzirozsutce. Czas przejścia 2.30 h, 2.10 h